# Mira Bryunina
Mira Bryunina-Vaganova (russe : Мира Васильевна), née le 16 septembre 1951 à Moscou (RSFS de Russie), est une ancienne rameuse soviétique. Elle est médaillée d'argent aux Jeux de 1976.

## Carrière
Aux Jeux de 1976, elle fait partie de l'équipage soviétique qui remporte la médaille d'argent sur le quatre de couple.
Aux Championnats du monde d'aviron 1991, elle fait partie de l'équipage soviétique qui remporte la médaille d'argent sur le quatre de couple.

## Palmarès

### Jeux olympiques
- Jeux olympiques d'été de 1976 à Montréal ( Canada) :
  -  médaille d'argent en quatre de couple

### Championnats du monde
- Championnats du monde d'aviron 1991 à Vienne ( Autriche) : 
  -  médaille d'argent en quatre de couple